# Alexandre Lopes
Alexandre Lopes est un footballeur brésilien né le 29 octobre 1974.